# Susanna Galeazzi
Susanna Galeazzi (Roma, 14 de marzo de 1978) es una periodista y presentadora de televisión italiana.

## Biografía
Susanna Galeazzi nació el 14 de marzo de 1978 en Roma, hija del periodista deportivo, presentador de televisión y exremero Gian Piero Galeazzi (1946-2021) y su esposa Laura, y tiene un hermano llamado Gianluca, también periodista.

## Carrera
Susanna Galeazzi asistió a la escuela secundaria clásica en Roma. Es periodista profesional desde el 8 de febrero de 2006, tras ser inscrita en el registro de periodistas el 14 de mayo de 2003. Comenzó su carrera como periodista con el sitio Kataweb y con la revista semanal L'Espresso. Más tarde se trasladó a Sky, donde condujo las noticias deportivas del canal Sky TG24, titulado Sky Sports y durante el mismo período fue enviada para los internacionales de tenis en Roma. De 2006 a 2010 se unió al equipo editorial de Verissimo.
Desde 2006 trabaja en la redacción de TG5 en Roma, bajo la dirección de Clemente Mimun, donde de 2010 a 2014 presentó la emisión de TG5 Minuti en Canale 5 entre las 17:50 y las 18:00, de 2014 a 2018 fue anfitrión de la edición de las 8:00 de TG5 y junto a esta última edición también fue anfitrión de la emisión de la edición Flash a las 10:50, mientras que de 2015 a 2018 fue anfitrión de la edición de las 13:00 de TG5. Además de presentadora de noticias, también cubre el papel de corresponsal en el que se ocupa del sector de la música, y donde también presenta en ocasiones especiales en TG5.
En 2022 para celebrar los treinta años de historia de TG5, el 15 de enero fue entrevistada junto a sus compañeras Roberta Floris y Simona Branchetti en el programa Verissimo emitido en Canale 5 con la conducción de Silvia Toffanín. El 24 de febrero de 2023, junto a Nicola Porro, condujo un especial del programa Matrix, dedicado al periodista Maurizio Costanzo, quien falleció ese mismo día.

## Vida personal
Susanna Galeazzi desde 2012 está vinculada sentimentalmente con el biotecnólogo Mattia Mirabella, con quien tuvo una hija, Greta, nacida en 2017.

## Programas de televisión
| Año       | Título          | Cadeña   |
| --------- | --------------- | -------- |
| 2004-2006 | Sky Sports      |          |
| 2006-2010 | Verissimo       | Canale 5 |
| 2010-2014 | TG5 Minuti      | Canale 5 |
| 2014-2018 | TG5             | Canale 5 |
| 2014-2018 | TG5 Flash       | Canale 5 |
| 2023      | Speciale Matrix | Canale 5 |

## Redacciones
| Año           | Título     | Cadeña   |
| ------------- | ---------- | -------- |
| 2002-2006     | Cataweb    |          |
| 2002-2006     | L'Espresso |          |
| 2004-2006     | Sky TG24   |          |
| 2006-2010     | Verissimo  | Canale 5 |
| 2006-presente | TG5        | Canale 5 |